# Neoneura jurzitzai
Neoneura jurzitzai är en trollsländeart som beskrevs av Rosser W. Garrison 1999. Neoneura jurzitzai ingår i släktet Neoneura och familjen Protoneuridae. IUCN kategoriserar arten globalt som otillräckligt studerad. Inga underarter finns listade i Catalogue of Life.